# Andrena colletiformis
Andrena colletiformis är en biart som beskrevs av Morawitz 1874. Andrena colletiformis ingår i släktet sandbin, och familjen grävbin. Inga underarter finns listade i Catalogue of Life.